# ジャジバン・ラム
ジャジバン・ラム(1908年4月5日–1986年7月6日)は、インドの政治家である。第4代インド副首相を務めた。

## 出生
ラムは1908年4月5日にインドのビハール州で出生。

## 政治家として
1946年、ラムはインド第一次内閣であるジャワハルラール・ネルー暫定政府で労働大臣として最年少で大臣となりインド憲法制定議会の議員にも就任し、社会正義が憲法に明記されるよう尽力した。1979年1月24日から1979年7月28日に第4代インド副首相を務めた。

## 死去
ラムは1986年7月6日にインドのニューデリーで78歳で死去。